# 乳房桥

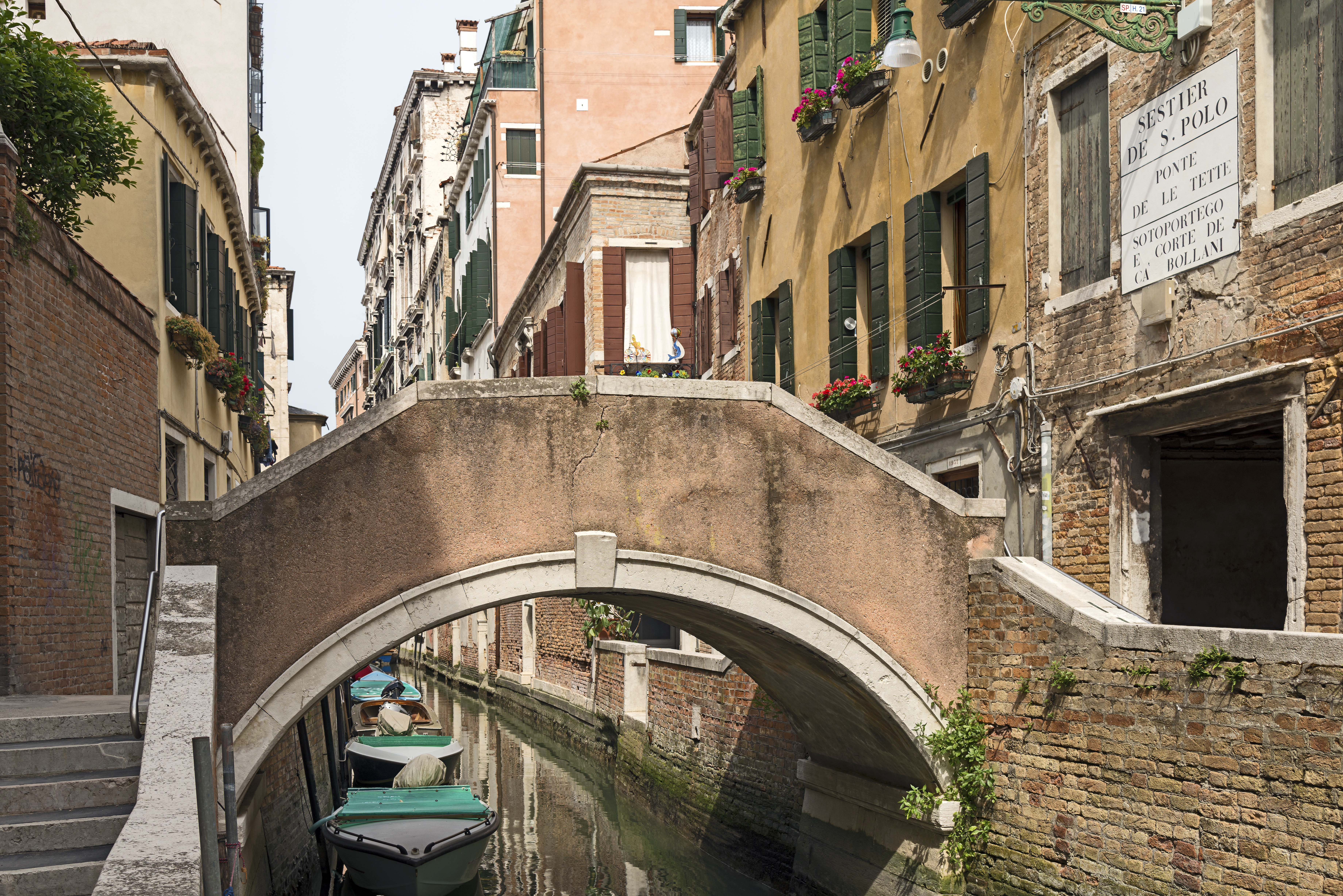
乳房桥

乳房桥是意大利威尼斯的一座小型拱桥，砖石砌筑，位于圣波罗区的圣卡西亚诺堂堂区。

## 历史
自15世纪，依据威尼斯共和国政府法令，其周边地区为合法的红灯区之一，拥有众多妓院。威尼斯政府官员鼓励妓女们在对着桥梁的窗前或站立桥头时裸露乳房，以引诱和转化受怀疑的同性恋者，帮助“治愈”他们、制止在威尼斯蔓延的同性恋风潮。到1509年，作家萨努多估计有大约11,565名妓女在威尼斯工作。另一个合法的红灯区在大运河对面不远处的Traghetto Del Buso。在1519年，威尼斯向妓院征税，以供应军械库。 